# Lex loci actus
Lex loci actus (tiếng Latinh) nghĩa là luật nơi thực hiện hành vi dẫn đến phát sinh khiếu kiện pháp lý. Nó thông thường hay bị nhầm lẫn với lex loci delicti commissi (luật nơi vi phạm pháp luật) là luật nơi vi phạm pháp luật diễn ra. Trong khi thông thường thì cả hai thuật ngữ này đều chỉ tới cùng một nơi, nhưng trong một số trường hợp, ví dụ trường hợp trách nhiệm đối với một sản phẩm nào đó, thì lex loci actus là nơi sản xuất ra sản phẩm đó, trong khi lex loci delicti commissi lại là nơi diễn ra tổn hại, tổn thất.